# Santa Lucia di Serino

Santa Lucia di Serino es uno de los 119 municipios o comunas ("comune" en italiano) de la provincia de Avellino, en la región de Campania. Con cerca de 1.516 habitantes, según el censo de 2001, se extiende por una área de 3 km², teniendo una densidad de población de 505 hab/km². Linda con los municipios de San Michele di Serino, Santo Stefano del Sole, y Serino.

## Demografía
| Gráfica de evolución demográfica de Santa Lucia di Serino entre 1861 y 2001 |
|                                                                             |
| Fuente ISTAT - elaboración gráfica de Wikipedia                             |

- Datos: Q55104
- Multimedia: Santa Lucia di Serino / Q55104

1. ↑  Worldpostalcodes.org, código postal n.º 83020.
2. ↑  «Codici Catastali». Comuni-italiani.it (en italiano). Consultado el 29 de abril de 2017.